# Метод Бокса — Вілсона

Метод Бокса-Вілсона (рос. метод Бокса-Уилсона; англ. Box-Wilson method; нім. Box-Wilson-Methode f) — метод оптимізації об'єкту з використанням активного експерименту шляхом крутого сходження поверхнею відгуку (параметрів оптимізації) до оптимуму, суть якого полягає в наступному: рух у напрямі градієнта за наявності лінійного рівняння моделі здійснюється із центра експерименту послідовними кроками, які пропорційні добутку коефіцієнта регресії кожного фактора на значення його інтервалу зміни.
Застосовується, зокрема, для одержання моделей процесів збагачення корисних копалин та інших технологічних процесів, при гідродинамічних дослідженнях газліфтних нафтових свердловин.

## Алгоритм
Метод крутого сходження, або метод Бокса — Вілсона, поєднує істотні елементи методу Гаусса — Зейделя і градієнтного методу з методами ПФЕ або ДФЕ. Так, при використанні алгоритму крутого сходження кроковий рух з точки {\displaystyle x_{k}} здійснюється в напрямі найшвидшого зростання рівня виходу, тобто по grad {\displaystyle y({\vec {x}}_{k})}, проте, на відміну від градієнтного методу, коректування напряму здійснюється не після кожного наступного кроку, а після досягнення в деякій точці {\displaystyle {\vec {x}}_{m}} на даному напрямі часткового екстремуму цільової функції (рис. 1), аналогічно методу Гаусса — Зейделя.
Важливою особливістю методу Бокса — Вілсона є також регулярне проведення статистичного аналізу проміжних результатів на шляху до оптимуму. Порядок виконання операцій при пошуку екстремуму за методом крутого сходження такий:
1) провадиться повний або дробовий факторний експеримент з центром у вихідній точці {\displaystyle {\vec {x}}_{0}}для визначення grad {\displaystyle y({\vec {x}}_{0})}. Результати експерименту піддаються статистичному аналізу, який включає:
а) перевірку відтворюваності експерименту;
б) перевірку значущості оцінок коефіцієнтів {\displaystyle b_{i}} лінійної моделі об'єкта;
в) перевірку адекватності утвореної лінійної моделі
{\displaystyle y=b_{0}+b_{1}x_{1}+...+b_{n}x_{n}}
досліджуваному об'єктові.
2) обчислюються добутки {\displaystyle b_{i}\triangle x_{i},} де {\displaystyle \triangle x_{i}} — крок варіювання параметра {\displaystyle x_{i}} при проведенні ПФЕ, і фактор, для якого цей добуток максимальний, береться як базовий
{\displaystyle max(b_{i}\triangle x_{i})=b_{\sigma }\triangle x_{\sigma }};
3) для базового фактора вибирають крок варіювання при крутому сходженні {\displaystyle \rho }, залишаючи старий крок або впроваджуючи дрібніший;
4) визначаються розміри {\displaystyle \rho _{i}} за рештою змінних процесу {\displaystyle x_{j}(j\neq i)}. Оскільки під час руху градієнтом варійовані параметри повинні змінюватися пропорційно коефіцієнтам {\displaystyle b_{j}={\triangle y \over \triangle {x_{j}}}}, які є компонентами вектора grad у(х), то відповідні {\displaystyle \rho _{i}} знаходяться за формулою
{\displaystyle \rho _{i}={{b_{j}\triangle x_{j}} \over {\left|b_{\sigma }\triangle x_{\sigma }\right|}}},
де {\displaystyle \rho } і {\displaystyle \triangle x_{i}} завжди додатні, а коефіцієнт {\displaystyle b_{i}} береться зі своїм знаком;
5) проводяться уявні досліди, які полягають у завбаченні значень виходу {\displaystyle y_{zav,k}({\vec {x}}_{k})}у певних точках {\displaystyle {\vec {x}}_{k}} факторного простору (див. рис. 1). Для цього незалежні змінні лінійної моделі об'єкта змінюються з урахуванням {\displaystyle b_{i}={{\triangle y} \over {\triangle x_{i}}}} таким чином, щоб зображуюча точка {\displaystyle {\vec {x}}} виконувала кроковий рух у напрямі вектора grad {\displaystyle ({\vec {x}}_{1})}, утвореного в п. 1, займаючи послідовно положення
{\displaystyle {\vec {x}}_{1},{\vec {x}}_{2},...,{\vec {x}}_{k},...,{\vec {x}}_{m}}.
Очевидно, що j-та координата k-ї точки визначається так:
{\displaystyle x_{k,j}=x_{1,j}+k_{\rho ,j},j=1,2,...,n}.
Тоді
{\displaystyle y_{zav,k}=b_{0}+k\sum _{j=1}^{n}b_{j}\rho _{j},k=1,2,...,m.}
Зробимо підстановку
{\displaystyle y_{zav,k}=ky_{zav,1}-(k-1)b_{0},k=1,2,...,m.}
або ще зручніше
{\displaystyle y_{zav,k}=y_{zav,k-1}+(y_{zav,1}-b_{0}),k=1,2,...,m.}
6) уявні досліди продовжуються до тих пір, поки виконується нерівність
{\displaystyle y_{zav,k}\leq (1..2)y_{max},}
де {\displaystyle y_{max}} — максимально можливий вихід, який визначається з фізичних міркувань;
7) деякі з уявних дослідів (звичайно через кожні 2-3 уявних кроки) реалізуються на об'єкті для перевірки відповідності апроксимації об'єкта утвореним рівнянням (гіперплощиною). Спостережені значення {\displaystyle y_{exp}} порівнюються із завбаченими {\displaystyle y_{zav}} (див. рис. 1);
8) точка {\displaystyle {\vec {x}}_{m}}, де в реальному досліді утворено максимальне значення виходу, береться за нову початкову точку, і етап крутого сходження, описаний вище, повторюється;
9) оскільки кожен етап крутого сходження наближає зображуючу точку до області екстремуму {\displaystyle y({\vec {x}})}, де крутість поверхні відклику менша, то для кожного наступного етапу {\displaystyle \rho } береться рівним або меншим попереднього;
10) пошук припиняється, коли всі коефіцієнти {\displaystyle b_{i}(i=1,2,...,n)} лінійної моделі об'єкта виходять незначущими. Це свідчить про вихід в область екстремуму цільової функції.